# Aechmea manzanaresiana
Espèce
Classification phylogénétique
Statut de conservation UICN

 EN B1ab(iii,v)+2ab(iii,v) : En danger
Aechmea manzanaresiana est une espèce de plante de la famille des Bromeliaceae, endémique d'Équateur.